# Eleutheronema tridactylum
Eleutheronema tridactylum är en fiskart som först beskrevs av Bleeker, 1849.  Eleutheronema tridactylum ingår i släktet Eleutheronema och familjen Polynemidae. IUCN kategoriserar arten globalt som otillräckligt studerad. Inga underarter finns listade i Catalogue of Life.